# Sint-Kwintensbinnenpoort

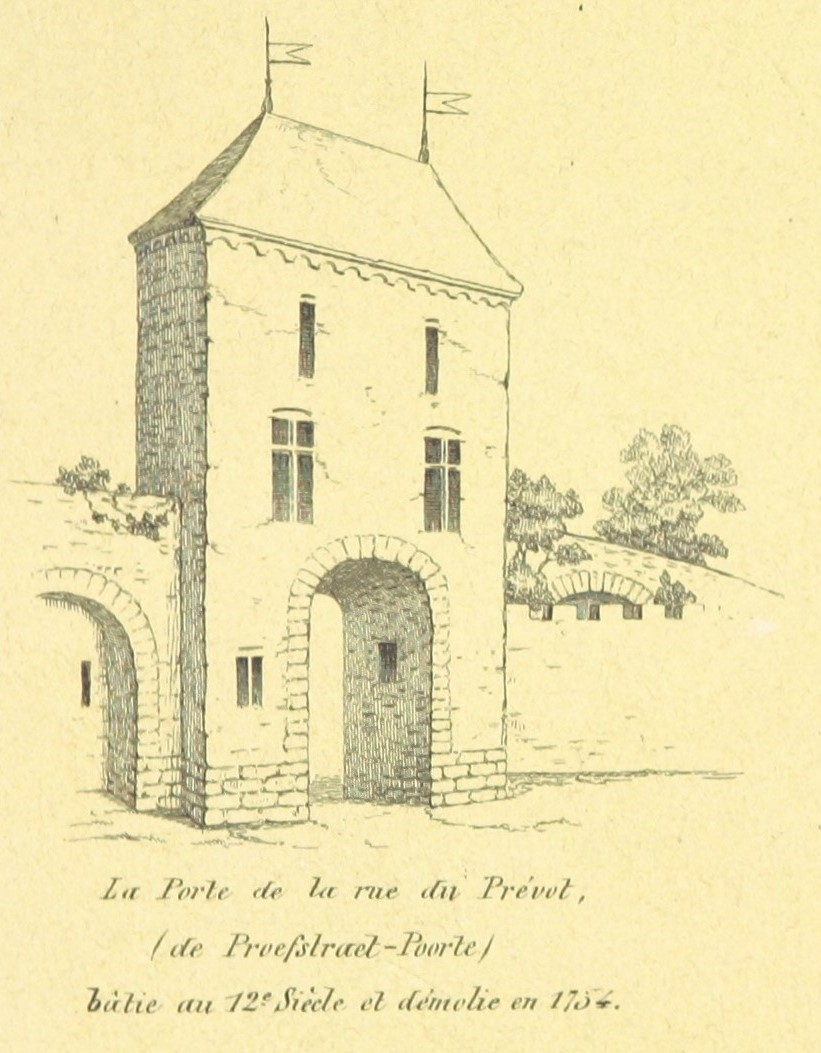
Sint-Kwintensbinnenpoort, met zicht vanuit het stadscentrum, door Edward Van Even

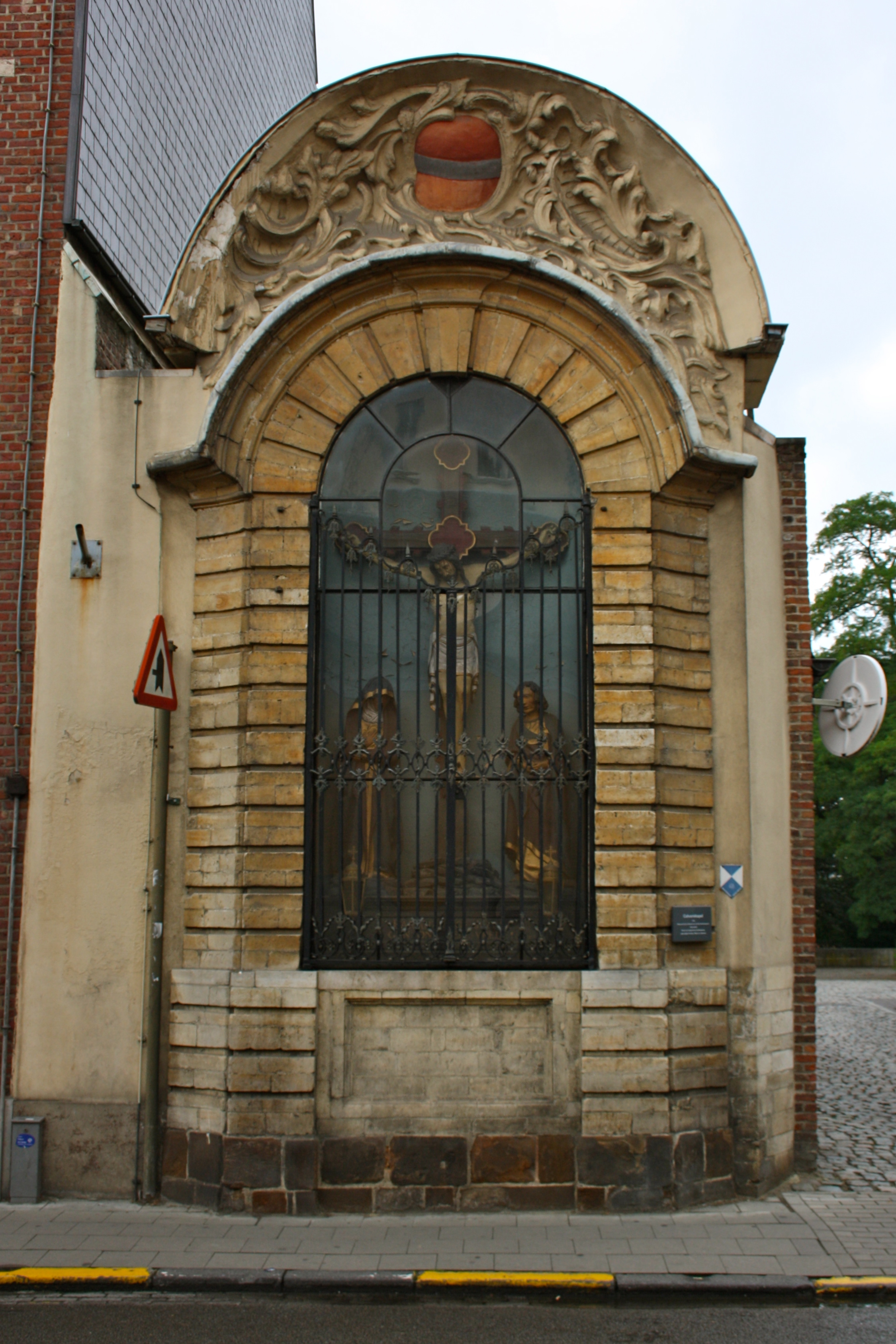
Calvariekapel in de Naamsestraat (Leuven)

De Sint-Kwintensbinnenpoort, de Sint-Kwintenspoort of de Proefstraatpoort (12e eeuw – 1754) was een stadspoort in de oudste ringmuur van Leuven (België). Ze was gelegen in de Naamsestraat, op het hoogste punt van deze straat, Hoge Heuvel genoemd. Het was een binnenpoort omdat er een tweede ringmuur, meer recenter, in een brede cirkel rond de stad lag vanaf de 14e eeuw.

## Historiek
Destijds deelde deze poort de Naamsestraat in in 2 straten: centraal in de stad lag de Proefstraat of Prooststraat, genoemd naar de proost van de Sint-Pieterskerk; vandaar de naam Proefstraatpoort. Het tweede deel van de Naamsestraat, van de poort tot de buitenste ringmuur, was de Heversestraat. In dit tweede deel bevindt zich de Sint-Kwintenskerk, vandaar de naam. Aan de Sint-Kwintensbinnenpoort takte de Parkstraat (richting abdij van Park) zich af van de Heversestraat (richting Heverlee).
De Proefstraatpoort bestond al toen de Leuvenaars de eerste ringmuur bouwden in de 12e eeuw. Zij is dus ouder dan de oudste ringmuur. Het middeleeuws verhaal dat de Noormannen de poort bouwden (9e eeuw) is onjuist, zoals ook verhaald werd over de nabij gelegen Wolvenpoort in de Schapenstraat. De Proefstraatpoort was gebouwd van ijzersteen. Boven de poort waren er twee verdiepen. De constructie was halfcirkelvormig met de cirkel naar de buitenzijde toe. 
De poort verloor haar belang toen in de 14e eeuw een grotere ringmuur rond de stad werd aangelegd en de poort een binnenpoort werd. Dit nam niet weg dat in 1363 de stad restauratiewerken liet uitvoeren: meester-metsers Henric Samme en Janne van Hove waren de uitvoerders. In de 15e eeuw volgde nog een restauratie, de laatste restauratie van de Sint-Kwintensbinnenpoort. Ondanks deze werken was de poort eigenlijk aan het verkrotten.
In 1754, ten tijde van de Oostenrijkse Nederlanden, besliste de stad de ruïne af te smijten. Aan de rechter zijde (zie prent) vergrootte Lambert Vol zijn tuin en bouwde met de stenen van de poort een Calvarie (1755). De Calvarie bestaat nog steeds. Ze is erkend erfgoed en staat in de Naamsestraat, op haar hoogste punt, ook wel Hoge Heuvel genoemd. 
Aan de linker zijde (zie prent) werd het Hoge Heuvelcollege van de Hollandse Zending belangrijk uitgebreid. Ook hier mochten de Hollandse geestelijken de stenen van de poort hergebruiken. Ze moesten wel van de stad een ring inmetselen in de muur, iets dat nog steeds te zien is. Het stadsbestuur wou, in geval van nood, de ring gebruiken om met kettingen de Naamsestraat af te sluiten. Dit is nooit gebeurd.

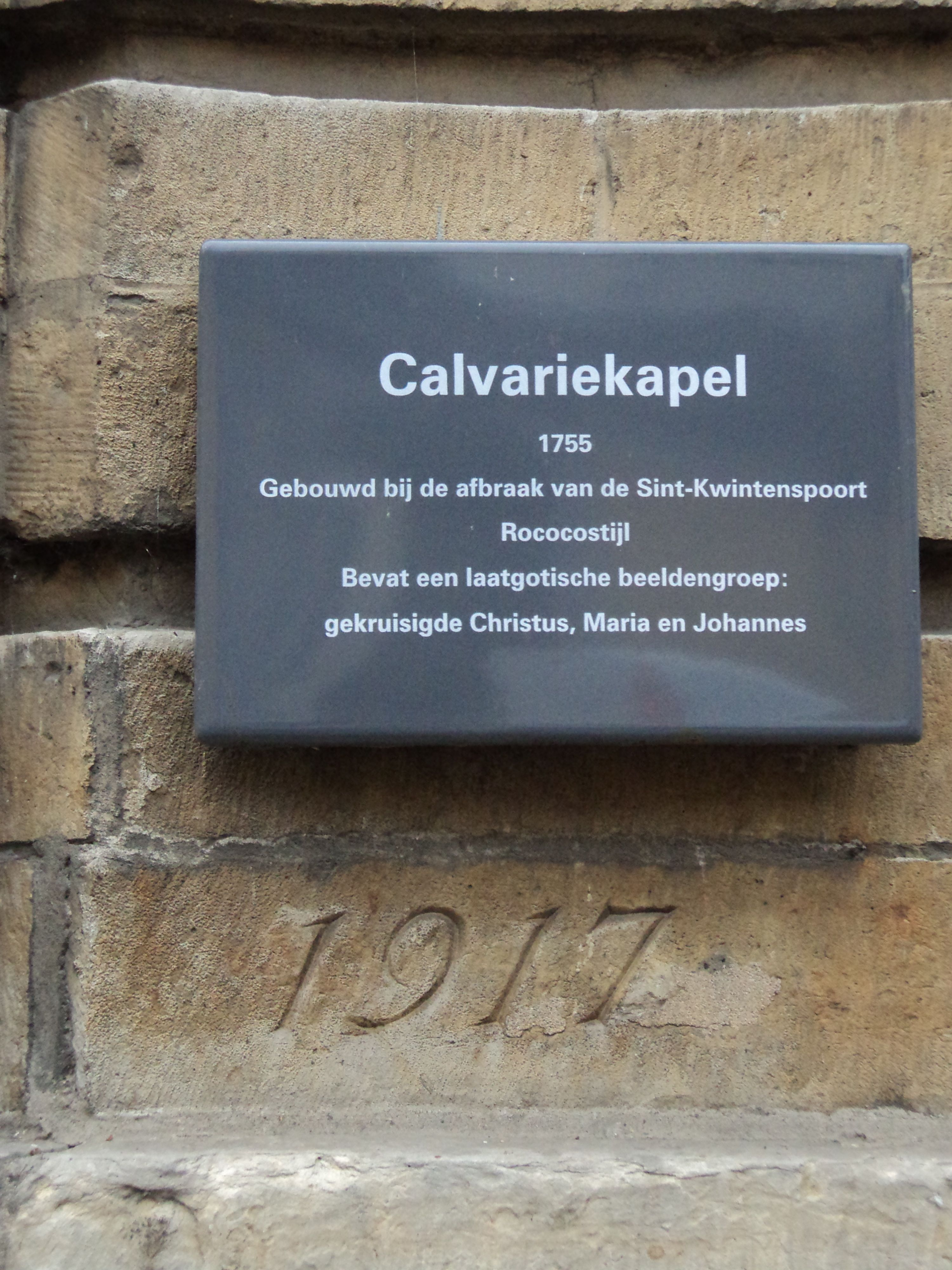
Herdenkingsplaat aan de Calvariekapel